# Faster Than the Speed of Night (песня)
«Faster Than the Speed of Night» (с англ. — «Быстрее, чем скорость ночи») — песня валлийской певицы Бонни Тайлер из её четвертого студийного альбома с одноимённым названием (1983). Она была написана и спродюсирована Джимом Стайнманом и выпущена на лейбле Columbia Records в 1983 году как третий сингл из альбома.

## Список композиций
7" single
1. «Faster Than the Speed of Night» — 3:30
2. «Gonna Get Better» — 3:06

## Чарты
| Чарт (1983)                       | Пиковая позиция |
| --------------------------------- | --------------- |
| Ирландия (IRMA)                   | 17              |
| Норвегия (VG-lista)               | 9               |
| Великобритания (UK Singles Chart) | 43              |